# The Link Alive
The Link Alive es el primer vídeo en DVD de la banda Gojira, fue lanzado en el año 2006 por Listenable Records. El cuarteto francés se había superado a sí mismo con su último álbum, From Mars to Sirius. Se mostró una banda más aventurera e innovadora que sigue golpeando con riffs memorables y arreglos maravillosos probablemente como un hijo bastardo de Morbid Angel, Meshuggah o Killing Joke. En su mayoría el material se basa en canciones antiguas de The Link y Terra Incognita, así como demos anteriores. El DVD fue filmado durante la actuación ofrecida en el Teatro Barbet en Burdeos (sur de Francia). Gojira confirma que son una de las mejores bandas en directo.
Las características adicionales incluyen documentales detrás de las cámaras, videos, historia, galería de fotos y algunos videos cortos. También contiene algunos "huevos de Pascua" ocultos.
También fue lanzado como CD el 30 de octubre de 2004. El álbum fue una edición limitada de sólo 500 copias.
2004 - Boycott
| N.º | Título                       | Duración |  |
| 1.  | «Connected»                  | 1:19     |  |
| 2.  | «Remembrance»                | 4:59     |  |
| 3.  | «Death of Me»                | 5:46     |  |
| 4.  | «Love»                       | 4:22     |  |
| 5.  | «Embrace the World»          | 4:40     |  |
| 6.  | «Space Time»                 | 5:23     |  |
| 7.  | «Terra Inc.»                 | 4:36     |  |
| 8.  | «Indians»                    | 3:57     |  |
| 9.  | «Wisdom Comes»               | 2:25     |  |
| 10. | «Blow Me Away You (Niverse)» | 5:12     |  |
| 11. | «Lizard Skin»                | 4:32     |  |
| 12. | «Inward Movement»            | 5:51     |  |
| 13. | «The Link»                   | 5:08     |  |
| 14. | «Clone»                      | 5:00     |  |
| 15. | «In the Forest»              | 12:11    |  |

2005 - Listenable Records (CD+DVD)
| N.º | Título                       | Duración |  |
| 1.  | «Remembrance»                | 4:15     |  |
| 2.  | «Death of Me»                | 6:14     |  |
| 3.  | «Love»                       | 5:15     |  |
| 4.  | «Embrace the World»          | 4:41     |  |
| 5.  | «Drum Solo»                  | 1:41     |  |
| 6.  | «Space Time»                 | 5:55     |  |
| 7.  | «Terra Inc.»                 | 2:55     |  |
| 8.  | «Indians»                    | 5:13     |  |
| 9.  | «Wisdom Comes»               | 2:56     |  |
| 10. | «Blow Me Away You (Niverse)» | 10:48    |  |
| 11. | «Lizard Skin»                | 4:27     |  |
| 12. | «Inward Movement»            | 7:06     |  |
| 13. | «The Link»                   | 6:29     |  |
| 14. | «Clone»                      | 4:49     |  |

| N.º | Título                                     | Duración |  |
| 1.  | «Connected»                                | 1:26     |  |
| 2.  | «Remembrance»                              | 4:12     |  |
| 3.  | «Death of Me»                              | 6:02     |  |
| 4.  | «Love»                                     | 4:06     |  |
| 5.  | «Embrace the World»                        | 7:33     |  |
| 6.  | «Space Time»                               | 5:10     |  |
| 7.  | «Terra Incognita»                          | 3:40     |  |
| 8.  | «Indians»                                  | 5:14     |  |
| 9.  | «Wisdom Comes»                             | 2:59     |  |
| 10. | «Blow Me Away You (Niverse)»               | 11:36    |  |
| 11. | «Lizard Skin»                              | 4:18     |  |
| 12. | «Inward Movement»                          | 7:19     |  |
| 13. | «The Link»                                 | 6:22     |  |
| 14. | «Clone»                                    | 4:30     |  |
| 15. | «In the Forest»                            | 8:46     |  |
| 16. | «Documentaire Tournee 2003: "Sur La Route» | 47:47    |  |
| 17. | «Docu-Fiction Historique: "Gojistory»      | 12:11    |  |
| 18. | «Love (Video Clip)»                        | 3:20     |  |
| 19. | «Gojira is...»                             | 1:49     |  |
| 20. | «Gallerie Photo»                           | 5:00     |  |
| 21. | «Credits»                                  | 8:36     |  |

2006 - Listenable Records (DVD)
| N.º | Título | Duración |  |
| 1.  | «Connected» | 1:26     |  |
| 2.  | «Remembrance» | 4:12     |  |
| 3.  | «Death of Me» | 6:02     |  |
| 4.  | «Love» | 4:06     |  |
| 5.  | «Embrace the World» | 7:33     |  |
| 6.  | «Space Time» | 5:10     |  |
| 7.  | «Terra Incognita» | 3:40     |  |
| 8.  | «Indians» | 5:14     |  |
| 9.  | «Wisdom Comes» | 2:59     |  |
| 10. | «Blow Me Away You (Niverse)» | 11:37    |  |
| 11. | «Lizard Skin» | 4:18     |  |
| 12. | «Inward Movement» | 7:19     |  |
| 13. | «The Link» | 6:23     |  |
| 14. | «Clone» | 4:30     |  |
| 15. | «In the Forest» | 8:44     |  |
| 16. | «Old Stuff Alive" - 1: November 1996 "Victim" (First Show) - 1:36 - 2: June 1998 "Saturate" - 1:55 - 3: February 1999 "On the Brink of the Abyss" - 2:25 - 4: September 1999 "Possessed" - 5:07 - 5: January 2002 "Satan is a Lawyer" - 4:41 - 6: April 2003 "Lizard Skin" - 4:35» | 20:23    |  |
| 17. | «Love (Videoclip)» | 3:20     |  |
| 18. | «Gojira is...» | 1:51     |  |
| 19. | «Gallery» | 5:00     |  |
| 20. | «Credits» | 8:33     |  |

## Contenido oculto
Hay una serie de videos ocultos en los menús del DVD. Estos clips cortos son sobre Tchang & Tangui, personajes de ficción interpretados por Mario Duplantier y Stéphane Chateauneuf. Las historias suelen representar simulacros de peleas de artes marciales entre los dos personajes. Algunas de las ubicaciones donde se pueden encontrar los videos se enumeran a continuación:
Video 1: En la página 'Bonus', resalte 'Gojira is...' y presione hacia la derecha en el control remoto de su DVD para revelar las letras 'T & T1' y presione enter.
Video 2: Desconocido
Video 3: En el menú principal, resalte 'Bonus', luego presione a la derecha, seguido de abajo en el control remoto de su DVD para revelar las letras 'T & T3' y presione enter.
Video 4: En la página 'Bonus', resalte 'Menú' y presione hacia arriba en el control remoto de su DVD para revelar las letras 'T & T4' presione enter, notará que permanece en la misma página, en este punto presione 'Menú' o el botón que reanuda el video para reproducir esta selección.
Video 5: Desconocido
Video 6: En la página 'Live', resalte 'Terra Inc.' y presione derecha seguido de izquierda en el control remoto de su DVD para revelar las letras 'T & T6' y presione enter.
Video 7: Desconocido

## Personal
- Joe Duplantier – voz, guitarra
- Christian Andreu – guitarra
- Jean-Michel Labadie – bajo
- Mario Duplantier – batería